# アリ学
アリ学（アリがく、蟻学、英語：myrmecology）とは、アリについて科学的に研究する、昆虫学の一分野である。
アリ、及びその習性、行動、社会は古より人類を魅了してきた。古代ユダヤやギリシアの道徳的な物語では、アリの社会性や行動を人間に関連させて説いている。多くの意味において、アリの世界の社会性を理解することがアリ学の目的である。

## 古代のアリ学
ユダヤのモーセの律法
アリの巣にある全ての種子は貧しいものに与えられる。
地中海南岸や中東の国々には種子を集めて貯蔵する、Phelidole属やMessor属のアリが多く生息している。
ソロモン(箴言6.6)
怠け者よ。蟻のところへ行き、そのやり方を見て知恵を得よ。
これは、アリが非常によく働くところから来た言葉である。ソロモンは怠け者に、アリの様に働けと言っている。
プリニウス
夏の夜も休みなく働くアリの勤勉さを褒め称えた。
クラウジウス・アエリアヌス
アリの巣の複雑な様子に感心し、ギリシアやクレタの迷宮と比較した。

## 近代のアリ学
あの小さなアリがどうして洗練された社会を持っているのかという古代の疑問からアリ学は始まった。そしてアリの生活の方法が色々な面で人間と似ていることが発見され、アリ界には様々な特徴を持った種が存在することが明らかとなった。様々な大陸の原始的なアリの種間にある類似性は、大陸がいつ分裂したかや古代のアリの生態を推定する指標となる。